# Уэстерн (тауншип, Миннесота)
Уэстерн (англ. Western) — тауншип в округе Оттер-Тейл, Миннесота, США. На 2000 год его население составило 142 человека.

## География
По данным Бюро переписи населения США площадь тауншипа составляет 92,2 км², из которых 89,2 км² занимает суша, а 3,0 км² — вода (3,23 %).

## Демография
По данным переписи населения 2000 года здесь находились 142 человека, 48 домохозяйств и 43 семьи. Плотность населения —  1,6 чел./км². На территории тауншипа расположена 51 постройка со средней плотностью 0,6 построек на один квадратный километр. Расовый состав населения: 100,00 % белых.
Из 48 домохозяйств в 37,5 % воспитывались дети до 18 лет, в 81,3 % проживали супружеские пары, в 8,3 % проживали незамужние женщины и в 10,4 % домохозяйств проживали несемейные люди. 6,3 % домохозяйств состояли из одного человека, при том 4,2 % из — одиноких пожилых людей старше 65 лет. Средний размер домохозяйства — 2,96, а семьи — 3,07 человека.
26,8 % населения — младше 18 лет, 7,7 % — в возрасте от 18 до 24 лет, 26,1 % — от 25 до 44, 22,5 % — от 45 до 64, и 16,9 % — старше 65 лет. Средний возраст — 40 лет. На каждые 100 женщин приходилось 100,0 мужчин. На каждые 100 женщин старше 18 приходилось 100,0 мужчин.
Средний годовой доход домохозяйства составлял 43 000 долларов, а средний годовой доход семьи —  44 000 долларов. Средний доход мужчин —  12 375  долларов, в то время как у женщин — 17 500. Доход на душу населения составил 16 961 доллар. За чертой бедности находились 7,1 % семей и 5,4 % всего населения тауншипа, из которых 4,8 % младше 18 лет.